# Demîdivka, Kremenciuk
Demîdivka (în ucraineană Демидівка) este localitatea de reședință a comunei Demîdivka din raionul Kremenciuk, regiunea Poltava, Ucraina.

## Demografie
Componența lingvistică a localității Demîdivka
     Ucraineană (97,22%)
     Rusă (2,28%)
     Alte limbi (0,25%)
Conform recensământului din 2001, majoritatea populației localității Demîdivka era vorbitoare de ucraineană (97,22%), existând în minoritate și vorbitori de rusă (2,28%).